# Казахская пуголовка
Казахская пуголовка (лат. Benthophilus casachicus) — вид лучепёрых рыб из семейства  бычковых. Эндемик Каспийского моря, распространён на восточном побережье.

## Описание
Длина тела достигает 7,6 см. Имеется медиальное углубление на голове. Гранулки на голове крупные. Бугорки на голове и в спинном ряду на теле уплощённые, с основанием округлой формы; шипики на поверхности передних бугорков спинного ряда маленькие, расположенные радиальными рядами на всей поверхности бугорка.

## Ареал и местообитание
Распространён в южной и средней частях Каспийского моря до острова Огурчинский, по западному берегу на юг до Ленкорани. В Северной части Каспийского моря встречается у островов Тюлений, Чечень, в Бахтемировской бороздине, и на юг до острова Пешной и полуострова Мангышлак. Преимущественно обитает в эстуариях и прибрежных водах.